# Stenaelurillus lesserti
Stenaelurillus lesserti är en spindelart som beskrevs av Eduard Reimoser 1934. Stenaelurillus lesserti ingår i släktet Stenaelurillus och familjen hoppspindlar. Inga underarter finns listade i Catalogue of Life.